# Tabla del Carmelo
La Tabla del Carmelo es un texto religioso que fue escrito en el siglo XIX por Bahá'u'lláh, fundador de la Fe Bahá'í. Se refiere al significado espiritual del Monte Carmelo ubicado en el norte de Israel. En este lugar permaneció un tiempo e indicó el lugar en el cual debía ser construido en el futuro el Santuario del Báb.
Se trata de una tabla profundamente mística donde se exalta la relación de Dios con esta Montaña Sagrada.
El Monte Carmelo es considerado Sagrado tanto por las religiones judía, cristiana y bahá'í.